# Ирбит
Ирбит (на руски: Ирбит) е град в Свердловска област, Русия. Населението на града към 1 януари 2018 година е 37 280 души.

## История
Селището е основано през 1631 година, през 1775 година получава статут на град.